# Pohlia clavaeformis
Pohlia clavaeformis là một loài Rêu trong họ Bryaceae. Loài này được (Hampe) Broth. miêu tả khoa học đầu tiên năm 1903.